# Camminata sulle acque

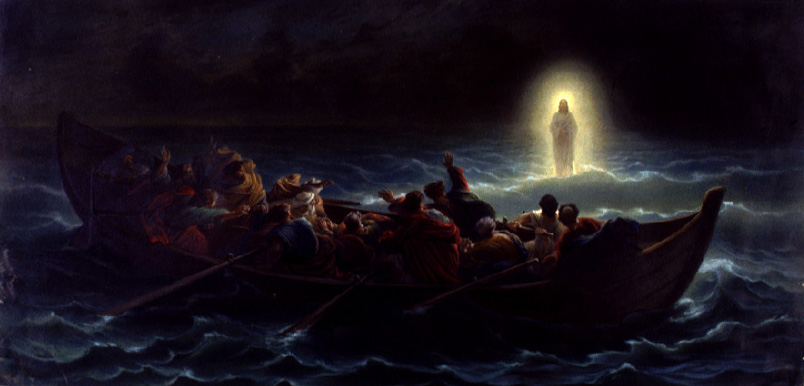
Cristo cammina sul mare, Amédée Varin, XIX sec.

La camminata sulle acque è un miracolo di Gesù riportato in tre vangeli, nel Vangelo secondo Marco (6,45-52), nel Vangelo secondo Matteo (14,22-33) e nel Vangelo secondo Giovanni (6,15-21), in cui Gesù si fa precedere dai suoi discepoli in barca verso Betsaida, ma quando questi sono a metà strada in mezzo al lago, i Vangeli affermano che Gesù abbia camminato su di esso e li abbia raggiunti. Secondo la versione riportata nel Vangelo di  Matteo, anche Simon Pietro avrebbe camminato sulle acque, seguendo l'esempio di Gesù.

## Testi
Le traduzioni in italiano sono quelle dell'edizione CEI.
| Marco (6) | Matteo (14) | Giovanni (6) |
| --- | --- | --- |
| 45 Ordinò poi ai discepoli di salire sulla barca e precederlo sull'altra riva, verso Betsàida, mentre egli avrebbe licenziato la folla.                 | 22 Subito dopo ordinò ai discepoli di salire sulla barca e di precederlo sull'altra sponda, mentre egli avrebbe congedato la folla. | |
| 46 Appena li ebbe congedati, salì sul monte a pregare.                                                                                                  | 23 Congedata la folla, salì sul monte, solo, a pregare. Venuta la sera, egli se ne stava ancora solo lassù. | 15 Ma Gesù, sapendo che stavano per venire a prenderlo per farlo re, si ritirò di nuovo sulla montagna, tutto solo.                                                                                    |
| 47 Venuta la sera, la barca era in mezzo al mare ed egli solo a terra.                                                                                  | | 16 Venuta intanto la sera, i suoi discepoli scesero al mare 17 e, saliti in una barca, si avviarono verso l'altra riva in direzione di Cafarnao. Era ormai buio, e Gesù non era ancora venuto da loro. |
| 48 Vedendoli però tutti affaticati nel remare, poiché avevano il vento contrario,                                                                       | 24 La barca intanto distava già qualche miglio da terra ed era agitata dalle onde, a causa del vento contrario. | 18 Il mare era agitato, perché soffiava un forte vento. |
| già verso l'ultima parte della notte andò verso di loro camminando sul mare, e voleva oltrepassarli.                                                    | 25 Verso la fine della notte egli venne verso di loro camminando sul mare. | 19 Dopo aver remato circa tre o quattro miglia, videro Gesù che camminava sul mare e si avvicinava alla barca,                                                                                         |
| 49 Essi, vedendolo camminare sul mare, pensarono: «È un fantasma», e cominciarono a gridare, 50 perché tutti lo avevano visto ed erano rimasti turbati. | 26 I discepoli, a vederlo camminare sul mare, furono turbati e dissero: «È un fantasma» e si misero a gridare dalla paura. | ed ebbero paura. |
| Ma egli subito rivolse loro la parola e disse: «Coraggio, sono io, non temete!».                                                                        | 27 Ma subito Gesù parlò loro: «Coraggio, sono io, non abbiate paura». | 20 Ma egli disse loro: «Sono io, non temete». |
| | 28 Pietro gli disse: «Signore, se sei tu, comanda che io venga da te sulle acque». 29 Ed egli disse: «Vieni!». Pietro, scendendo dalla barca, si mise a camminare sulle acque e andò verso Gesù. 30 Ma per la violenza del vento, s'impaurì e, cominciando ad affondare, gridò: «Signore, salvami!». 31 E subito Gesù stese la mano, lo afferrò e gli disse: «Uomo di poca fede, perché hai dubitato?». | |
| 51 Quindi salì con loro sulla barca e il vento cessò.                                                                                                   | 32 Appena saliti sulla barca, il vento cessò. | 21 Allora vollero prenderlo sulla barca e rapidamente la barca toccò la riva alla quale erano diretti.                                                                                                 |
| Ed erano enormemente stupiti in se stessi, 52 perché non avevano capito il fatto dei pani, essendo il loro cuore indurito.                              | 33 Quelli che erano sulla barca gli si prostrarono davanti, esclamando: «Tu sei veramente il Figlio di Dio!». | |

I tre racconti hanno in comune tre tratti:
- i discepoli sono in mare di sera (Matteo 12,24; Marco 6,47; Giovanni 6,17);
- Gesù cammina sul mare (Matteo 12,25; Marco 6,48; Giovanni 6,19);
- Gesù dice le parole «sono io, non temete» (Matteo 12,27; Marco 6,50; Giovanni 6,20).

Le differenze, invece riguardano:

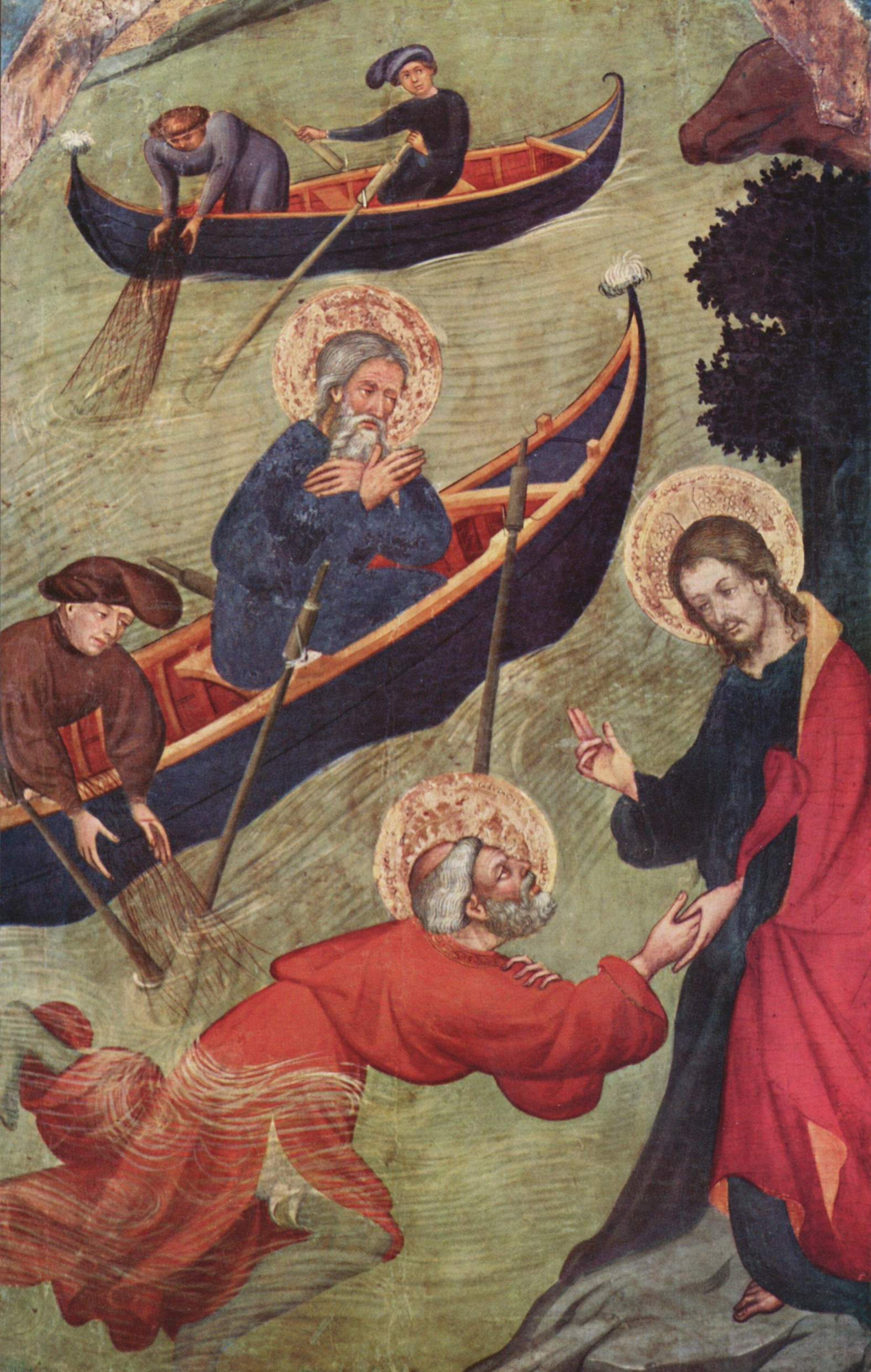
Lluís Borrassà, 1411

- il congedo della folla dopo il miracolo della moltiplicazione dei pani per cinquemila uomini e l'ascesa al monte: in Marco e Matteo Gesù si occupa di congedare la folla e poi sale sul monte a pregare; in Giovanni Gesù sa in anticipo che la folla vuole farlo re e decide di sfuggirle salendo sulla montagna;[6]
- i discepoli vanno in barca: mentre in Marco e Matteo è Gesù che ordina ai discepoli di attraversare il lago in barca, e lo fa prima di congedare la folla, in Giovanni sono i discepoli che decidono di prendere il largo, dopo che Gesù è salito al monte.[6]
- Pietro cammina sull'acqua: solo in Matteo è riportato il racconto della camminata di Pietro apostolo sull'acqua.

## Esegesi

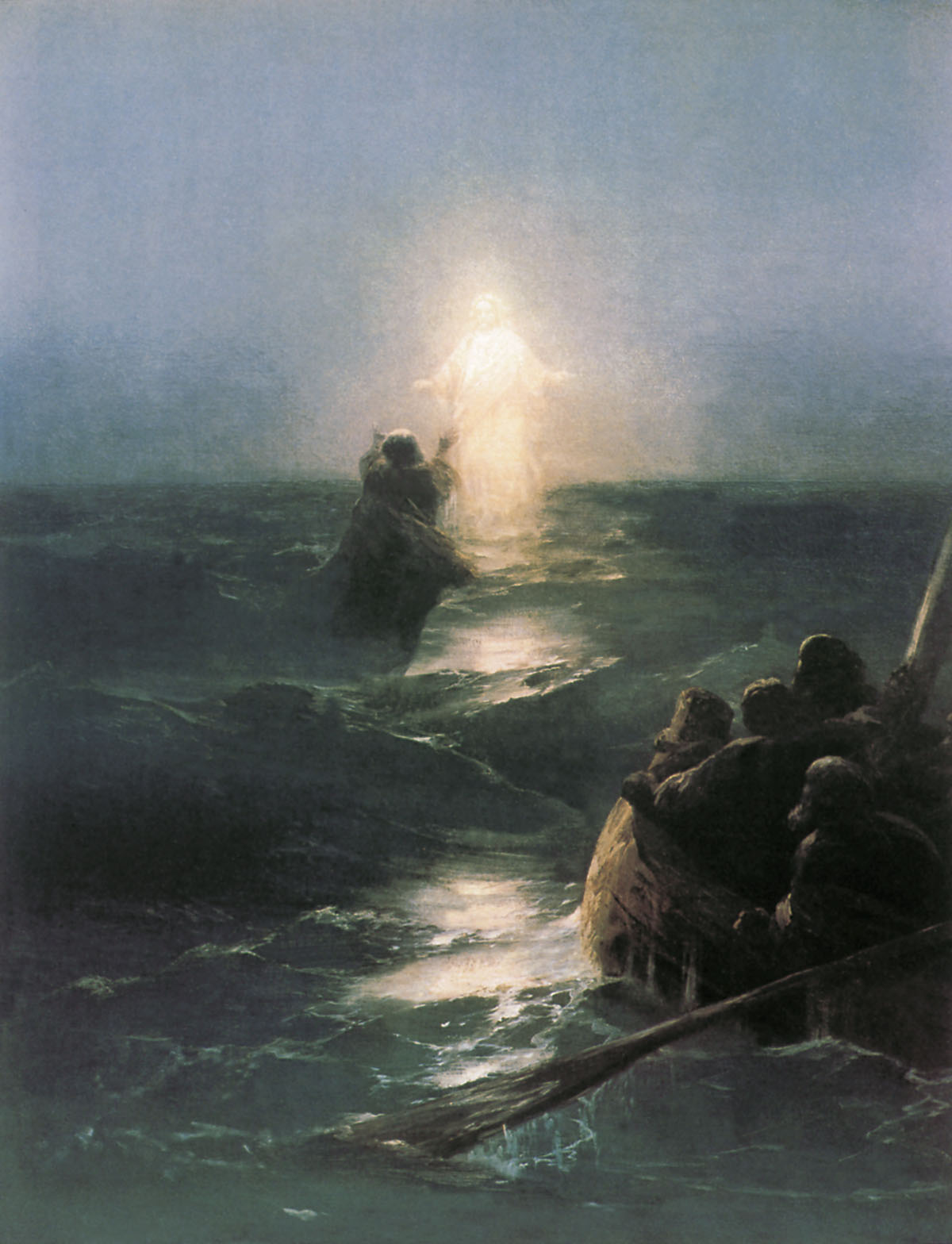
Ivan Konstantinovič Ajvazovskij, 1888

Nel secondo volume del suo studio Un ebreo marginale, sottotitolato Mentore, messaggi e miracoli, il sacerdote ed esegeta cattolico statunitense John Paul Meier studia ciascun racconto miracoloso dei vangeli per determinare se nascondano un nucleo storico; riguardo alla camminata sull'acqua, Meier afferma che, secondo i suoi criteri di storicità, si tratterebbe di una narrazione puramente teologica, senza fondamento storico. La tradizione orale, secondo Meier, è intrecciata con riferimenti all'Antico Testamento (la risposta di Gesù «Io sono» è in accordo alla visione di Gesù come Yahweh della Chiese delle origini) e percezioni post-resurrezione. In particolare, la parte narrativa della storia sembra ricadere nel genere apocalittico, intendendo con questo termine un genere caratterizzato da un accentuato simbolismo e da contrasti luce-ombra. Inizialmente Gesù raccoglie gli apostoli su una barca e li manda via da soli, per recarsi da solo sulla montagna a pregare, ma promettendo loro di incontrarli dall'altra parte del "mare"; gli apostoli hanno difficoltà a raggiungere l'altra sponda, ma Gesù appare e tutto finisce bene. Secondo Meier questa è una metafora della Chiesa subito dopo la Pasqua: Gesù lascia i suoi discepoli con l'ascensione promettendo loro di tornare, ma ogni tanto fa loro visita durante il viaggio per sostenerli (attraverso l'eucaristia). Come tutta la letteratura apocalittica, la sua funzione è quella di confortare una comunità in difficoltà.

### Vangeli sinottici
Nel Vangelo secondo Luca, il terzo dei vangeli sinottici oltre a Marco e Matteo, manca un racconto simile alla camminata sull'acqua: questa è stata talvolta chiamata la "grande omissione" di Luca; per tale assenza, questo passaggio è stato utilizzato per determinare se sia corretto ipotizzare la composizione di Matteo a partire da Marco (priorità marciana) o quella di Marco a partire da Matteo (ipotesi Griesbach).

### Vangelo secondo Giovanni
All'interno del Vangelo secondo Giovanni, il brano della camminata sull'acqua (6,15-21) si trova subito dopo del miracolo della moltiplicazione dei pani per cinquemila uomini (6,1-14) e prima del dialogo tra Gesù e la folla (6,26-34) e del discorso sul pane della vita (6,35-59). Questi tre brani sono tra loro in stretta relazione, sia narrativa sia teologica: vi si ritrovano i temi di Gesù che dà da mangiare, del pane che dà vita eterna e di Gesù al tempo stesso dono di Dio e datore di quel dono. Il brano della camminata sull'acqua ha invece scarsi legami con questi temi ed è stato proposto che la sua introduzione sia stata dovuta alla sua presenza consolidata nella tradizione orale, per cui l'autore del quarto vangelo è stato "costretto" ad inserirlo. Altri studiosi continuano ad evidenziare l'interruzione del flusso narrativo costituito dall'inserimento di questo brano, ma ritengono che questo sia funzionale allo scopo del redattore del quarto vangelo, quello di mostrare una teofania (Gesù appare ai discepoli, dal cui punto di vista l'episodio è raccontato), come chiarito dall'uso dell'«ἐγώ ἐιμι», che andrebbe tradotto «Io sono», e del «non temete», anch'esso attribuito frequentemente a Yahweh.
In tutto l'Antico Testamento la facoltà di camminare sulle acque non è attribuita ad alcun uomo, ma soltanto a Dio (cfr. Giobbe 9,8: "Egli da solo stende i cieli e cammina sulle onde del mare"), Signore del creato.

## La camminata sull'acqua in altre religioni
Le tradizioni indù, buddiste e greche hanno storie in cui dei personaggi camminano sull'acqua.